# Семеен човек
„Семеен човек“ (на английски: The Family Man) е американско фентъзи от 2000 г. на режисьора Брет Ратнър, по сценарий на Дейвид Даймънд и Дейвид Уейсман. Във филма участват Никълъс Кейдж, Теа Леони, Джеръми Пивън, Сол Рубинек и Дон Чийдъл.
Филмът е театрално пуснат в Съединените щати на 22 декември 2000 г. от Universal Pictures. Филмът получи смесени отзиви от критиците и спечели повече 124.7 млн. щ.д. в световен мащаб срещу бюджет от 60 млн. долара. В 27-те награди „Сатурн“, филмът е номиниран за най-добър фентъзи филм и награда за най-добра актриса за Леони.

## Актьорски състав
| Актьор                 | Роля                         |
| ---------------------- | ---------------------------- |
| Никълъс Кейдж          | Джак Кемпбъл                 |
| Теа Леони              | Кейт Рейнолдс / Кейт Кемпбъл |
| Дон Чийдъл             | Каш                          |
| Макензи Вега           | Ани Кемпбъл                  |
| Джейк и Райън Милкович | Джош Кемпбъл                 |
| Джеръми Пивън          | Арни                         |
| Лиза Торнхил           | Евелин Томпсън               |
| Сол Рубинек            | Алън Минц                    |
| Йозеф Сомър            | Питър Ласитър                |
| Харв Преснел           | Ед Рейнолдс                  |
| Мери Бет Хърт          | Адел                         |
| Франсин Йорк           | Лорейн Рейнолдс              |
| Амбър Валета           | Паула                        |
| Кен Люнг               | Сам Уонг                     |
| Кейт Уолш              | Джийни                       |
| Джани Русо             | Ник                          |
| Том Макгауън           | Бил                          |
| Джоел Маккинън Милър   | Томи                         |
| Робърт Дауни           | Мъж в къщата                 |

## В България
В България филмът е издаден на VHS на 24 октомври 2001 г. от Александра Видео.